# Appartements Borgia
Pour les articles homonymes, voir Borgia (homonymie).
Les appartements Borgia sont une série de six pièces monumentales dans le Palais apostolique du Vatican. Elles font maintenant partie de l'accès aux Musées du Vatican où est hébergée en partie, depuis 1973, la Collection d'Art religieux moderne. Les pièces des appartements Borgia ont été créées comme la résidence privée du pape Alexandre VI et sa famille. Elles sont décorées avec une extraordinaire série de fresques de Bernardino Pinturicchio et ses adjoints réalisées entre 1492 et 1494. Après la mort du pape, les appartements ont été abandonnés. Ils sont ouverts au public depuis la fin du XIXe siècle.

## Histoire
Les appartements forment l’aile la plus réservée. Elle a été construite sous le pape Alexandre VI (1492-1503) et décorée par Bernardino di Betto, dit Pinturicchio, et ses élèves. À part la salle des Pontifes, reconstruite en 1500 à la suite d'un écroulement, et qui fut repeinte par Giovanni da Udine et Perin del Vaga, les cinq autres sont de la main du maître et dans un parfait état de conservation.
Les six salles sont :
- I : des Sibylles
- II : du Credo
- III : des Arts libéraux
- IV : de la Vie des Saints
- V : des Mystères
- VI : des Pontifes

À la mort d'Alexandre VI, les appartements sont abandonnés quand le nouveau pape Jules II décide de s'installer au second étage. Ce n’est qu’à la fin du XIXe siècle qu’ils furent ouverts au public. L'ensemble des salles porte le nom de Borgia, prononciation italianisée du nom du pape Alexandre VI d'origine espagnole, Rodrigo de Borja.
Actuellement, la majeure partie des pièces abrite la collection d’art religieux moderne, inaugurée par le pape Paul VI en 1973. Cette collection comprend environ six cents peintures, sculptures et estampes, dons d’artistes contemporains italiens et étrangers : on y trouve par exemple des œuvres de Paul Gauguin, de Marc Chagall, de Paul Klee et de Vassily Kandinsky.

## Description des salles
Les six chambres des appartements Borgia présentent des décorations particulièrement intéressantes par leurs voûtes et leurs lunettes avec des solutions différentes de chambre en chambre, mais toutes liées à un style et par un dénominateur commun.

### Salle des Sibylles
La première salle est celle des Sibylles, dont les représentations apparaissent dans les lunettes. La voûte plate clavée est décorée d’un système complexe de caissons et de stucs dorés, centré autour de la date 1494 et de l'emblème héraldique des Borgia avec des flammes et la double Couronne d'Aragon. Elle fait allusion au rôle de « l'énergie solaire » du pontife.
Le décor peint se trouve dans les lunettes, les voiles et les pendentifs. Les voiles sont des cercles avec des scènes de sacrifices romains dans des compositions différentes sur fond jaune-or avec des créatures hybrides et des motifs végétaux. Des créatures fantaisistes se trouvent dans les pendentifs, cette fois en noir et blanc sur un fond bleu, avec des hexagones qui entourent l'Astronomie et les Sept planètes, basées sur les gravures sur bois de la seconde période florentine du XVe siècle. La représentation de Vénus est la plus originale, car elle est particulièrement améliorée du signe du taureau et les armes des Borgia. Certains dessins sont attribués à Raffaellino del Garbo tandis que d'autres rappellent un artiste florentin, peut-être le miniaturiste Littifredi Corbizzi, l'assistant de Pinturicchio à Sienne au stade tardif de sa carrière.
Les douze lunettes représentent plusieurs paires de Sibylles et de Prophètes dans un cartouche sur un fond bleu. Les paires sont les suivantes :
- Jérémie et la Sibylle Phrygie
- Moïse et la Sibylle Delphes
- Daniel et la Sibylle Érythrée
- Baruch et la Sibylle Samia
- Zacharie et la Sibylle persique
- Abdias et la Sibylle Jamahiriya
- Age et la Sibylle Cumana
- Amos et la Sibylle européenne
- Jérémie et la Sibylle Agrippine
- Isaïe et la Sibylle Ellespontica
- Micah et la Sibylle Tiburtina
- Ezéchiel et la Sibylle Cimneria

Salle des Sibylles
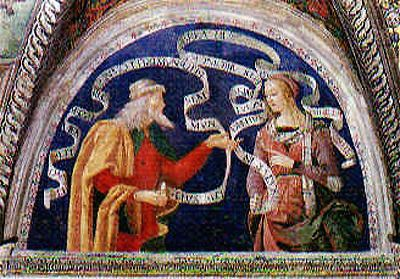
Daniele et la sibylle Eritrea
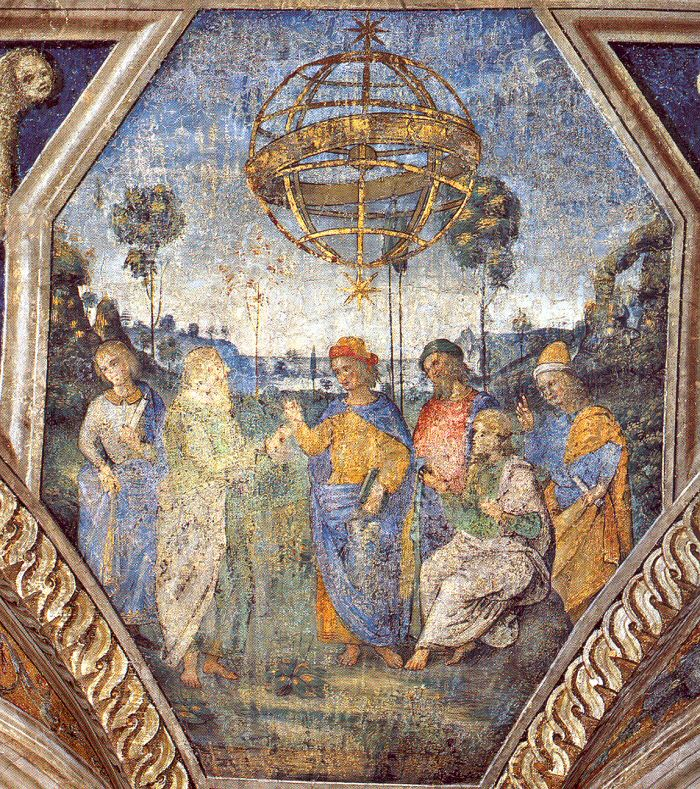
Allégorie de l'astronomie / astrologie

### Salle du Credo
La salle du Credo (les articles fondamentaux de la foi catholique) a une structure similaire à la précédente, avec un plafond décoré de motifs géométriques complexes qui répondent aux armoiries papales et uniformes des Borgia. La décoration figurative est limitée à douze lunettes, montrant des paires d'apôtres et de prophètes semblables à la salle précédente. Ils symbolisent la concordance entre l'ancien testament et le nouveau testament et sont également représentés sur un arrière-plan neutre de bleu, entouré par un enroulement défilant avec des passages des écritures sacrées.
Les douze paires sont les suivantes :
- Matthieu et Abdias
- Jude et Zacharie
- Simon et Malachie
- Thomas et Daniel
- Barthélemy et Joel
- Philippe et Malachie
- Jacques le mineur et Amos
- Matthieu et Osée
- Jacques le Majeur et Zacharie
- André et Isaïe
- Jean et David
- Pierre et Jérémie

Salle du Credo
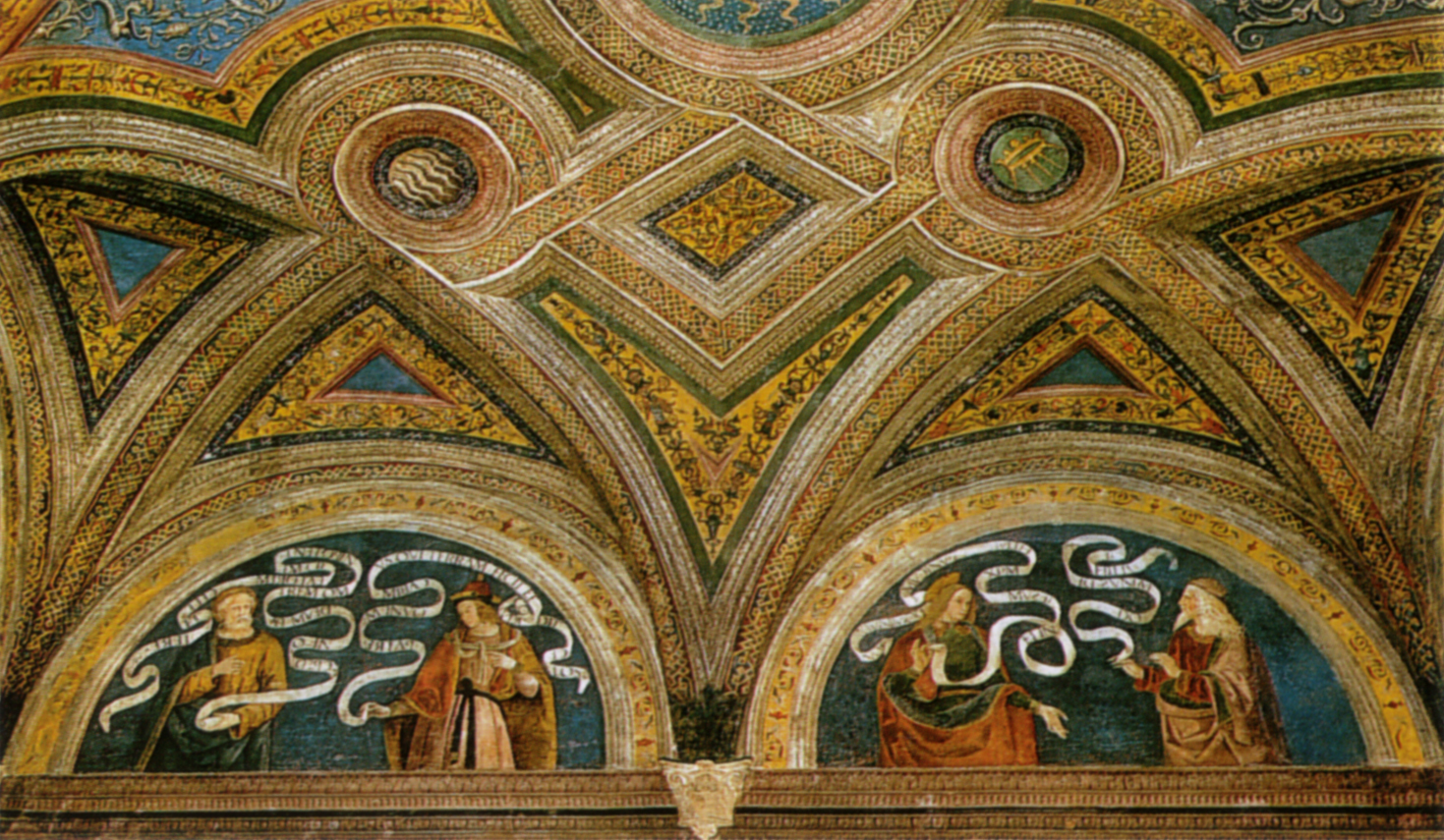
Salle du Credo, Pierre et Jérémie et Jean et David
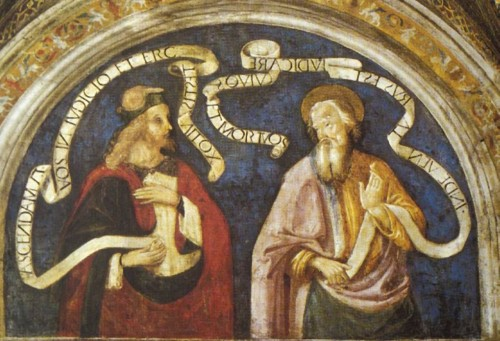
Philippe et Malachie

### Salle des Arts libéraux
La salle des Arts libéraux était peut-être la bibliothèque personnelle du pape et le siège du tribunal ecclésiastique. Le plafond est constitué d'une double voûte en berceau, divisé par un arc décoré de motifs et d'or sur un fond rose ou bleu. Le thème des peintures est celui de la justice, développé à travers des exemples bibliques et l'histoire ancienne.
Les sept grandes lunettes montrent le lancement des arts libéraux, divisés en Trivium et Quadrivium selon la classification médiévale. Chacun d'eux est représenté sur un trône, entouré par les caractères appropriés, parmi lesquels sont représentés des contemporains tels que l'écrivain Paolo Cortesi, Cicéron dans la rhétorique et peut-être Donato Bramante, qui n'est pas encore arrivé à Rome, mais est déjà connu tout comme le nom d'Euclide en géométrie.
La rhétorique est la seule qui contienne la signature de Pinturicchio, mais son intervention est généralement attribuée au dessin. En outre, dans cette salle, les styles d'artistes de l'Ombrie sont évidents ainsi que les couleurs vives d'Antonio del Massaro da Viterbo ou Pastura (rhétorique, musique et astronomie ), Domenico Ghirlandaio (géométrie) et d'autres. 
L'intervention directe du maître apparaît faible dans les premières salles, dites de représentation, et devient plus perceptible dans les suivantes, appelées chambres secrètes dans les journaux du maître des cérémonies de la cour papale d'Alexandre VI, Johann Burchard.
Liste des lunettes :
- Astronomie (elle ressemble à un arc en plein cintre, sur le mur opposé aux fenêtres)
- Musique
- Arithmétique
- Géométrie
- Rhétorique
- Dialectique
- Grammaire

Salle des Arts libéraux
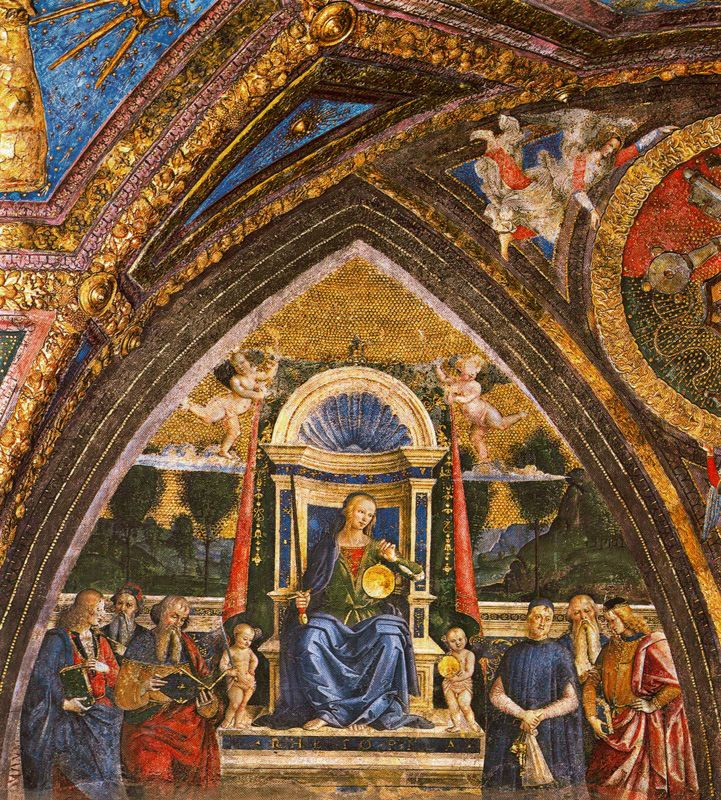
Rhétorique
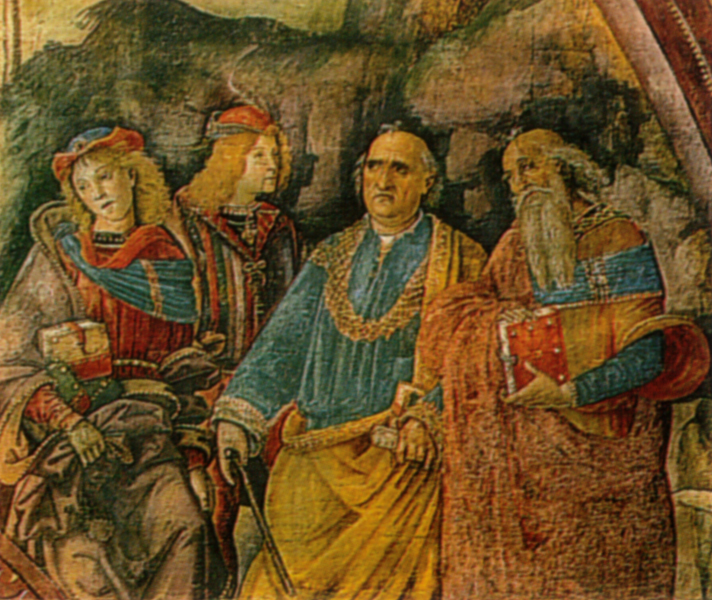
Astronomie
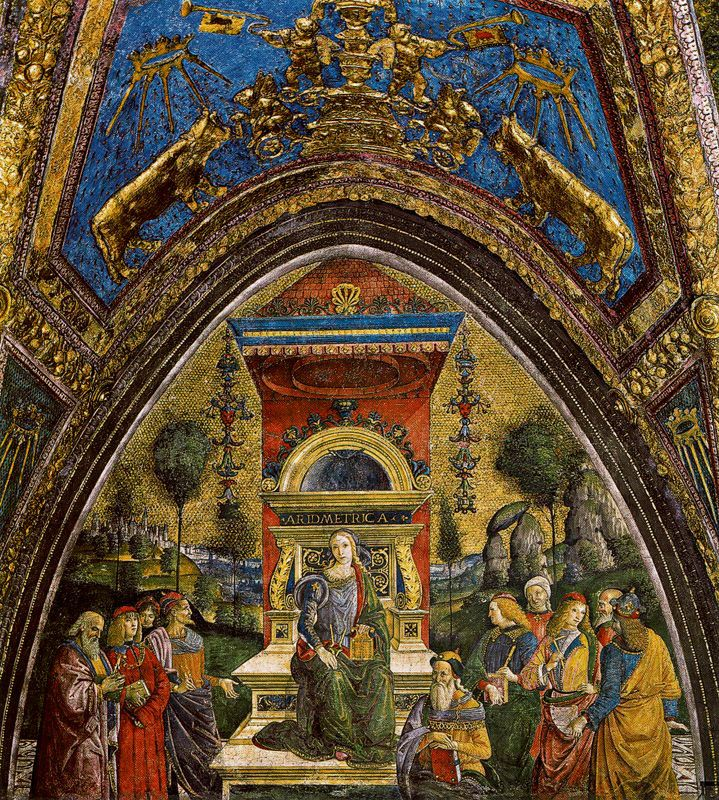
Arithmétique
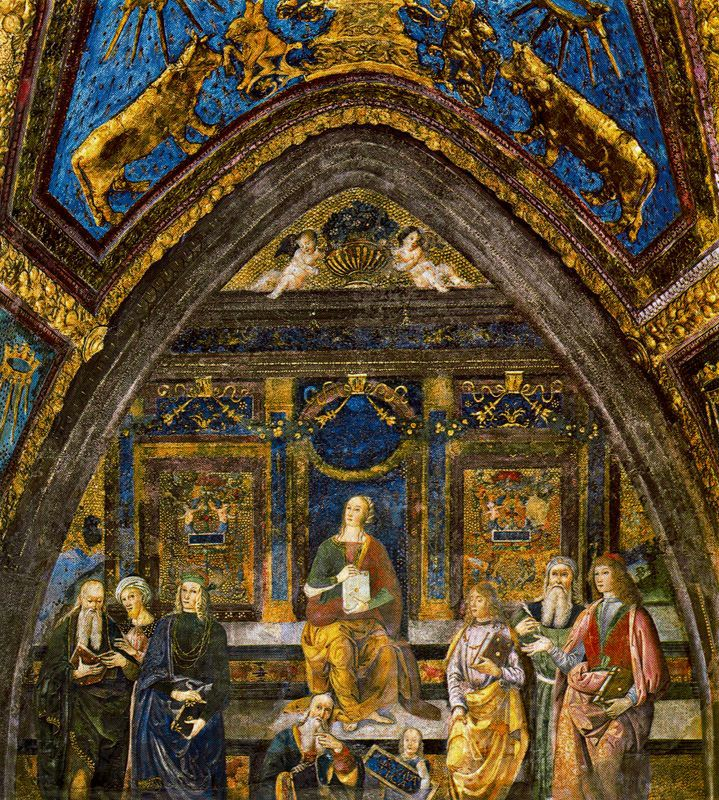
Grammaire
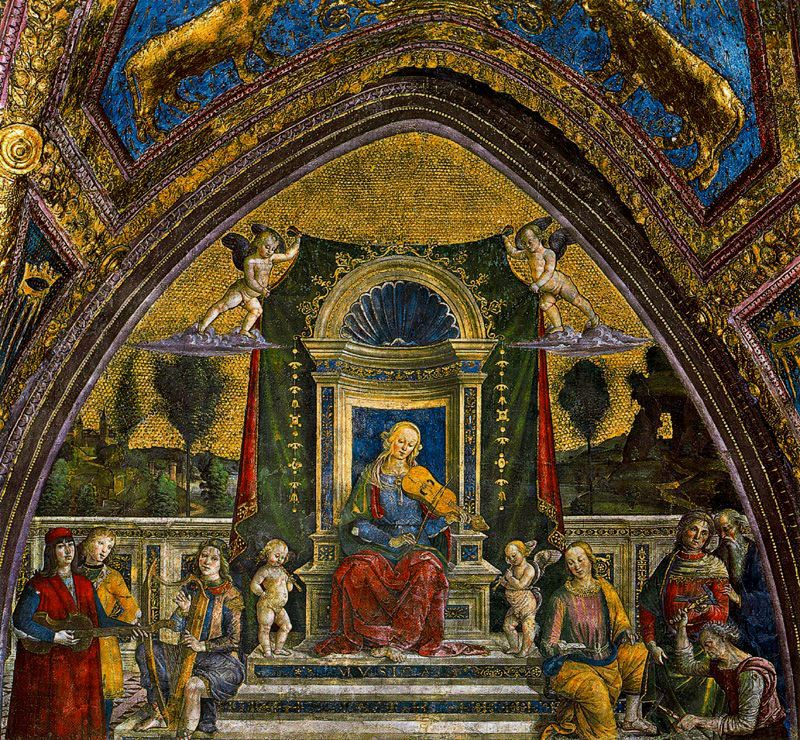
Musique
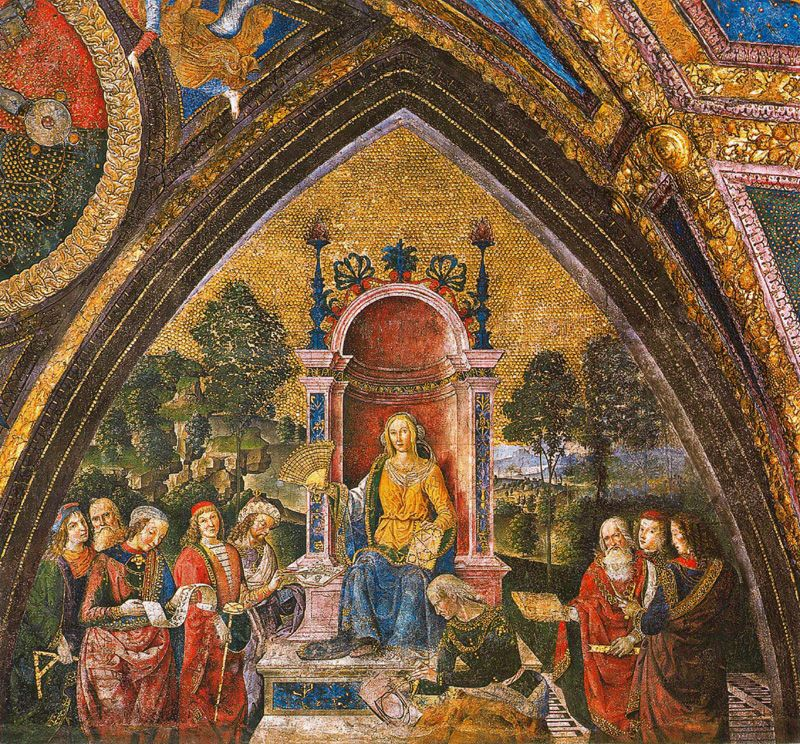
Géometrie

### Salle des Saints
Dans cette salle, des exemples de la vie des saints cherchent à illustrer que le don de la Foi s'obtient également par l'exercice des vertus.

La salle des Saints
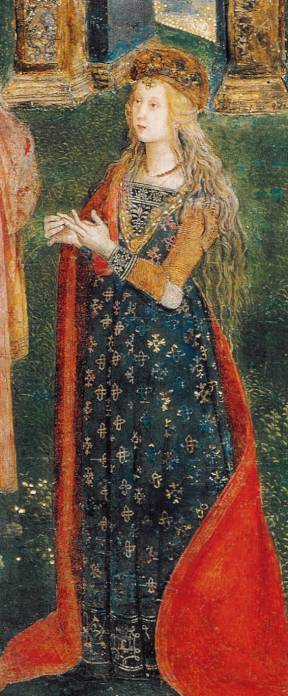
Portrait présumé de Lucrèce Borgia dans la Dispute de sainte Catherine (détail), Salle des Saints, Maison Borgia
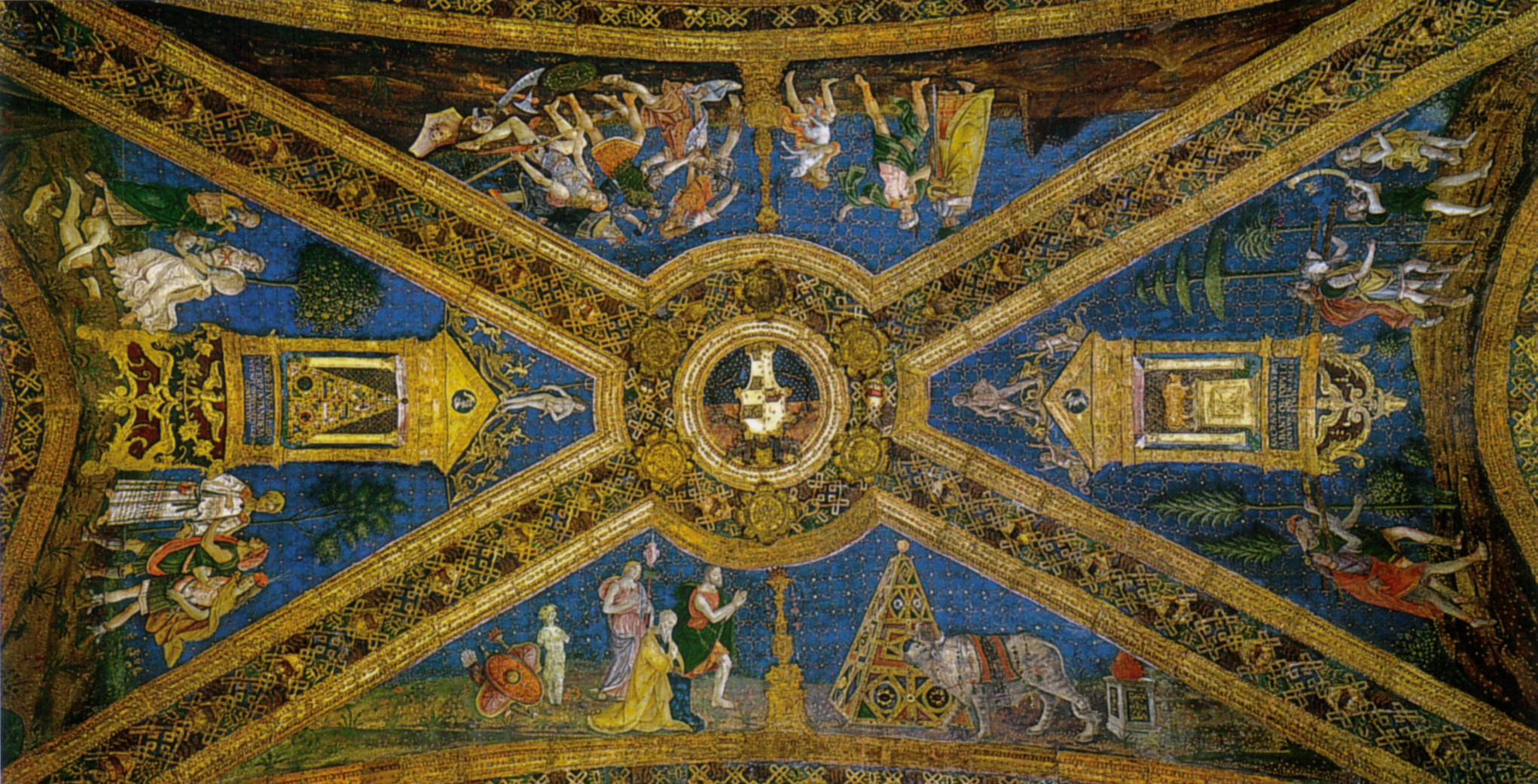
Osiris est tué, Isis remonte le corps et organise les funérailles, cortège et manifestation du taureau Apis avec son idole
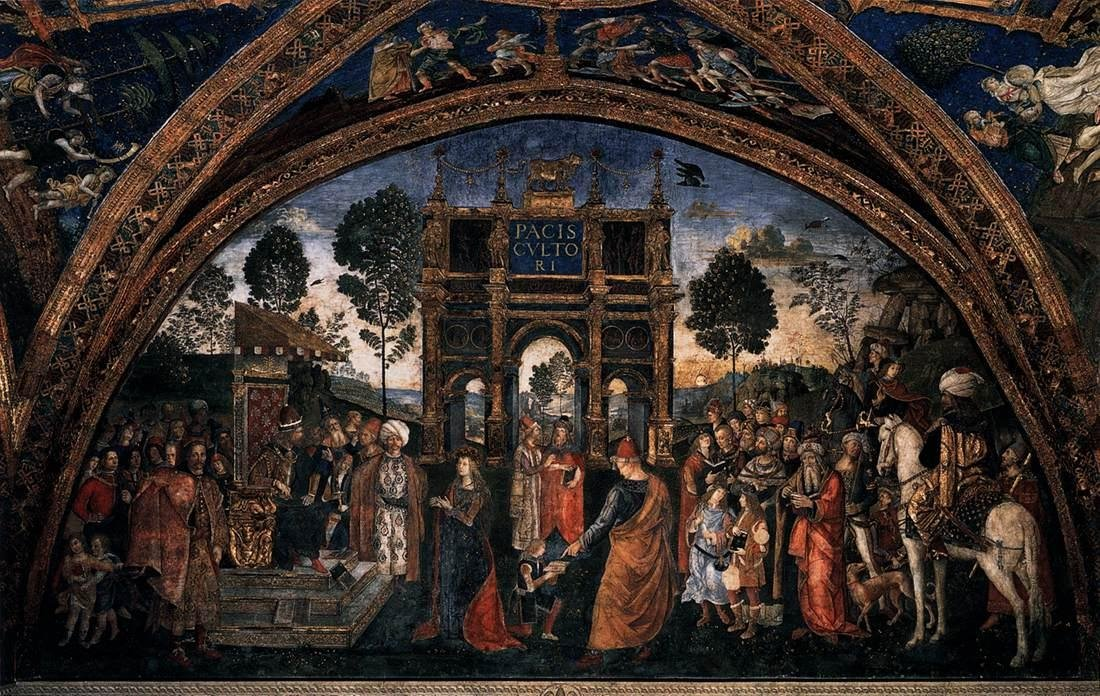
Dispute de Sainte Catherine d'Alexandrie
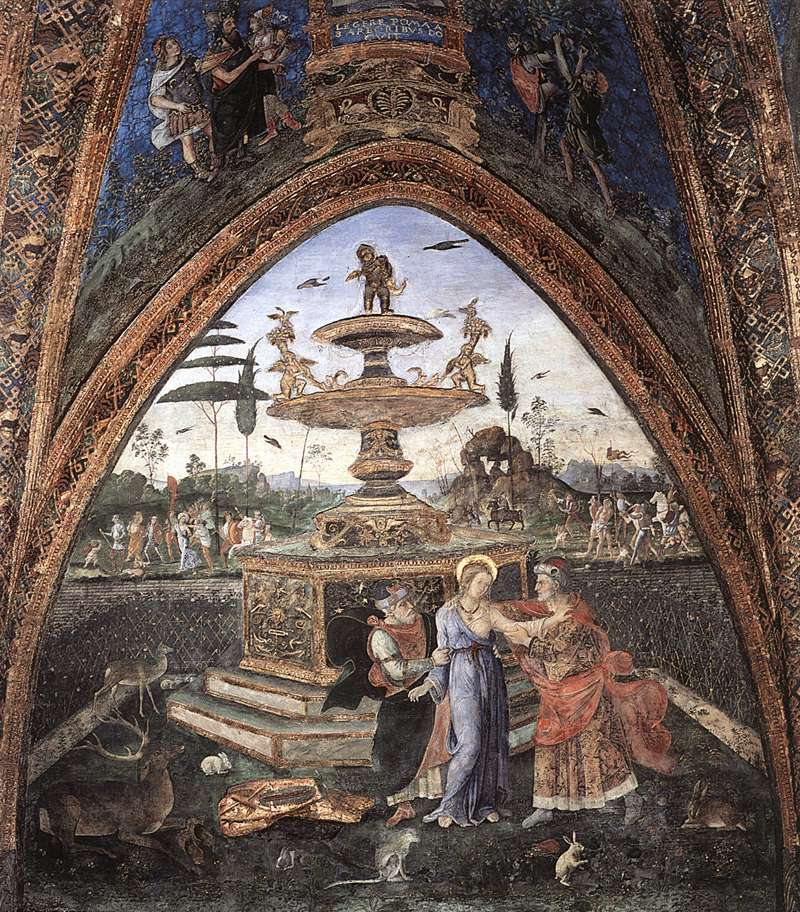
Suzanne et les vieillards
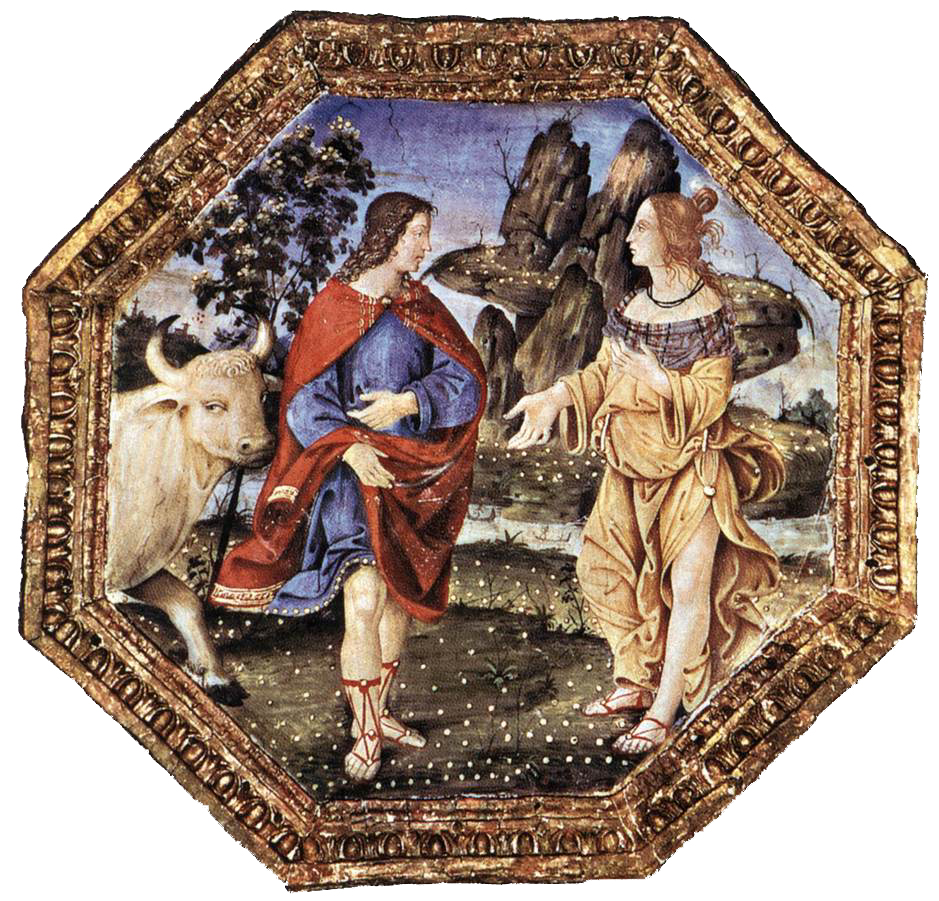
Je me fie à Juno et  Argos
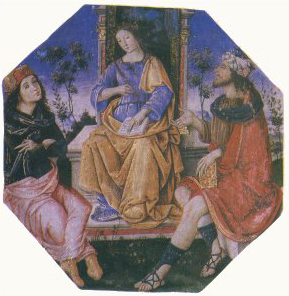
Isis de Hermès Trismégiste et Moïse
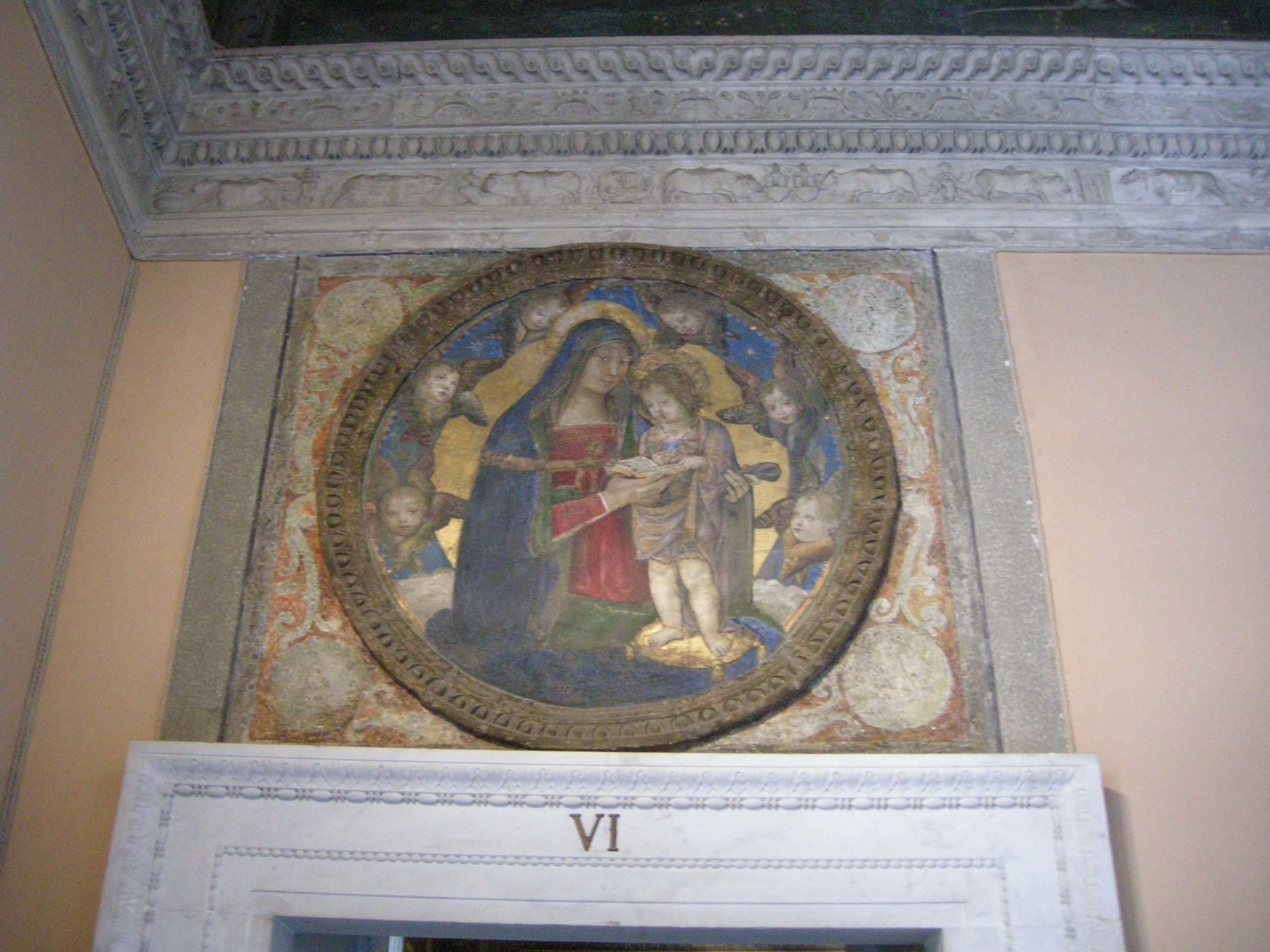
La Vierge et l'enfant
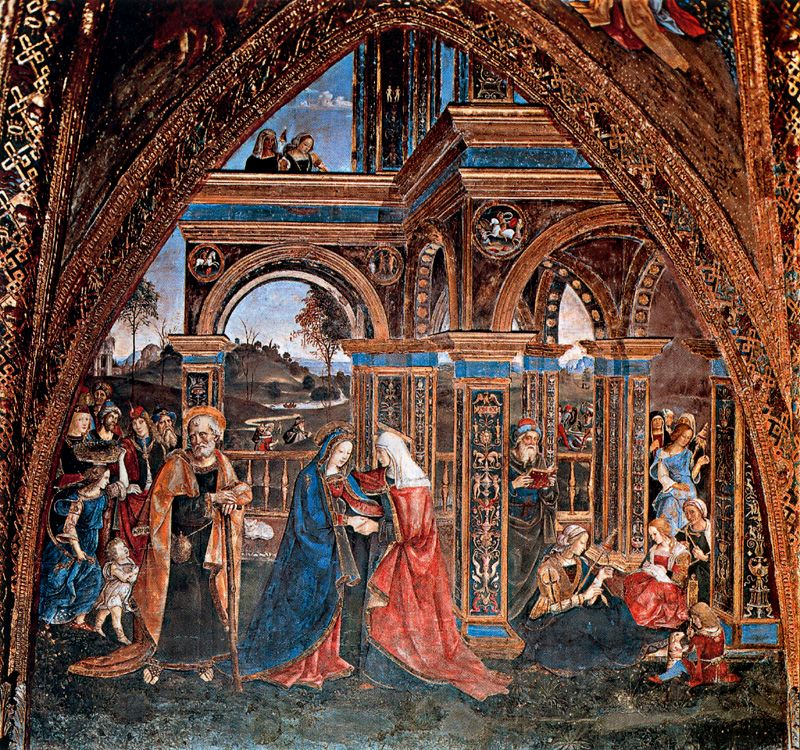
Visitation
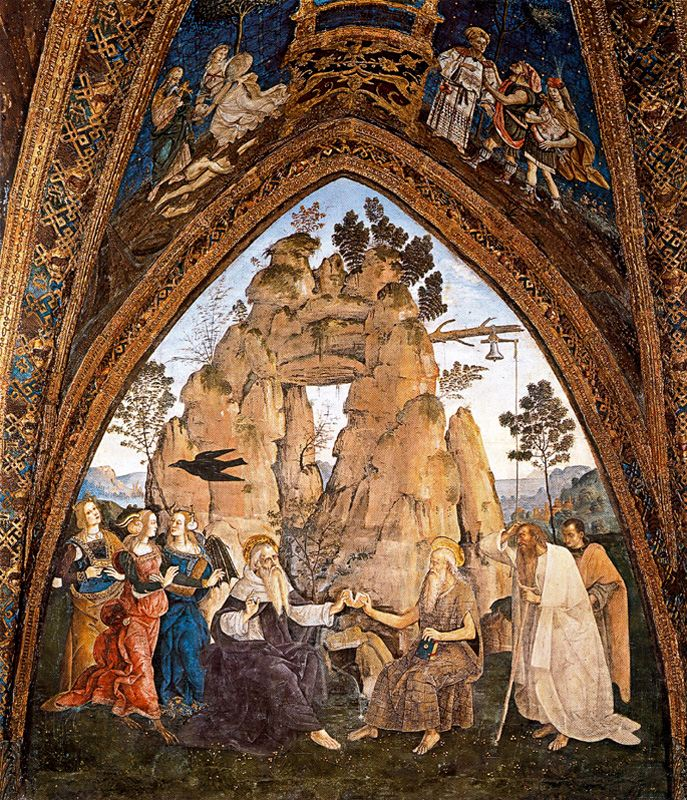
L'abbé saint Antoine et saint Paul de Thèbes, ermites
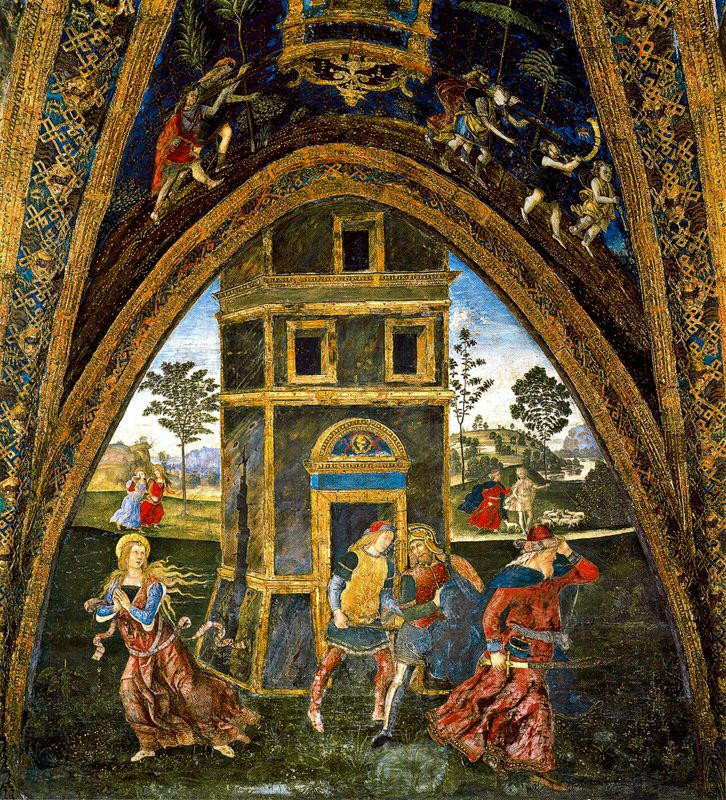
Sainte Barbara s'échappe de la tour
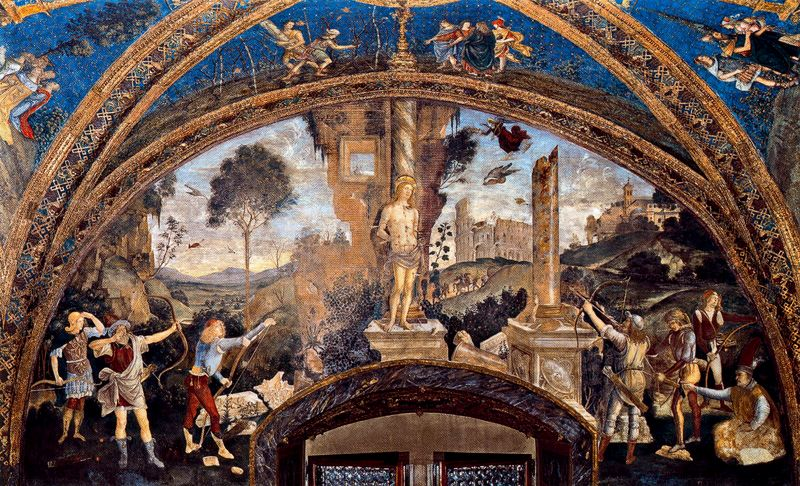
Le martyre de saint Sébastien

### Salle des Mystères
Les lunettes de cette salle représentent les principaux mystères (ou événements) de la vie du Christ et de la Vierge Marie.

La salle des Mystères
Le pape Alexandre VI, détail de la Résurrection, Salle des Mystères
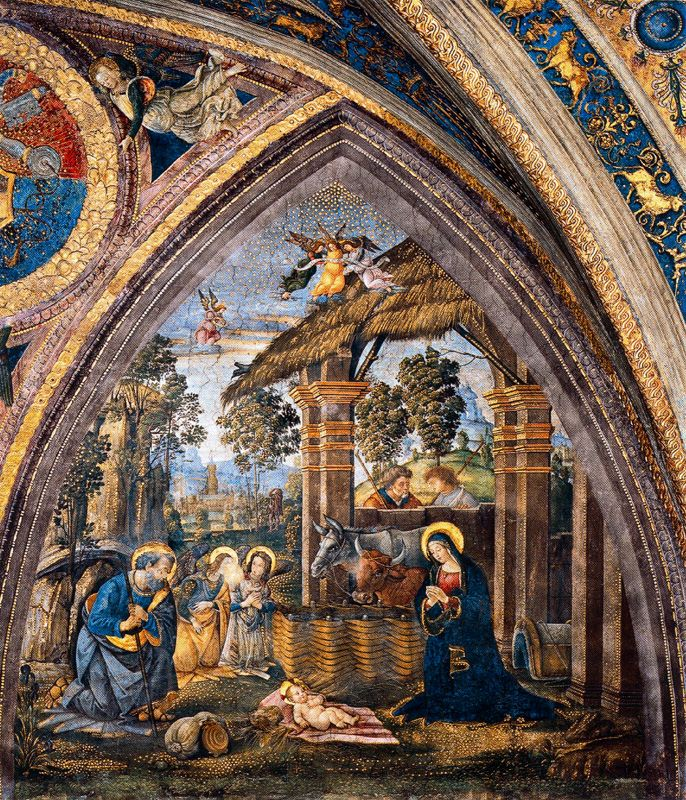
Adoration des bergers
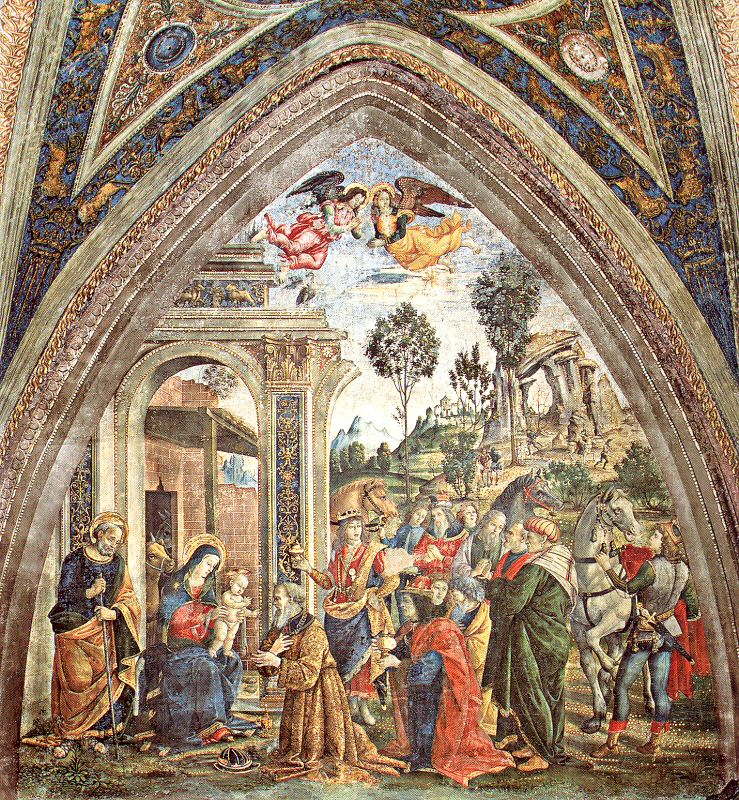
Adoration des mages
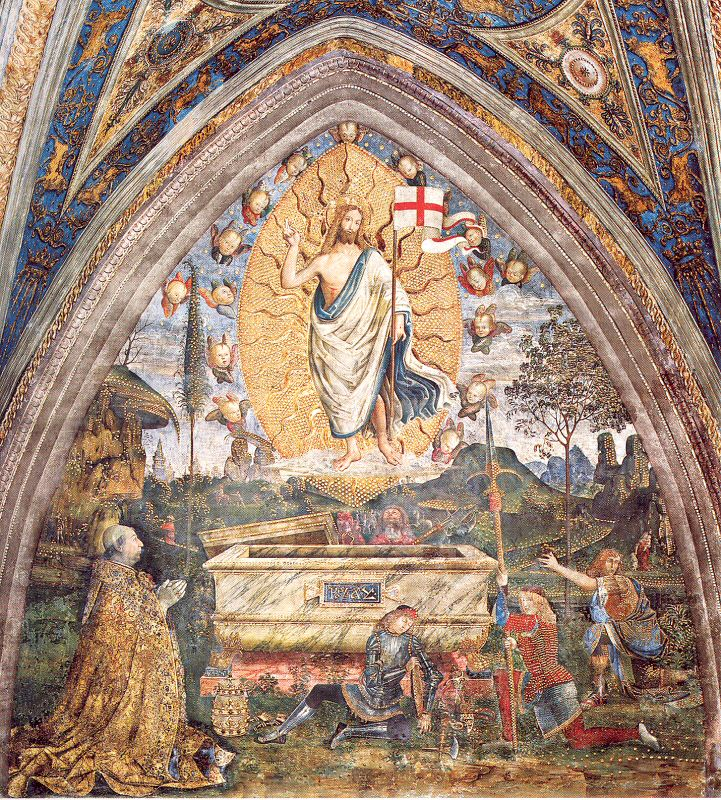
Résurrection
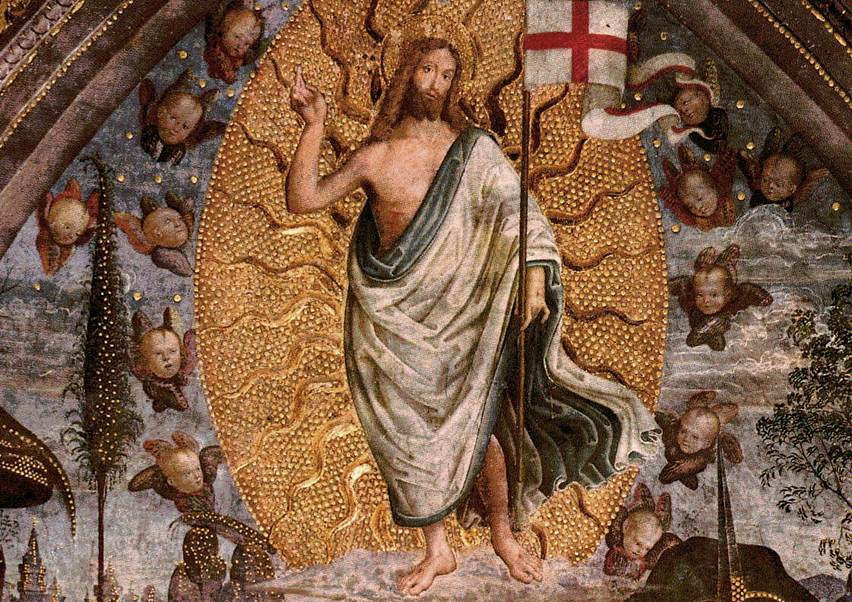
Détail de la résurrection
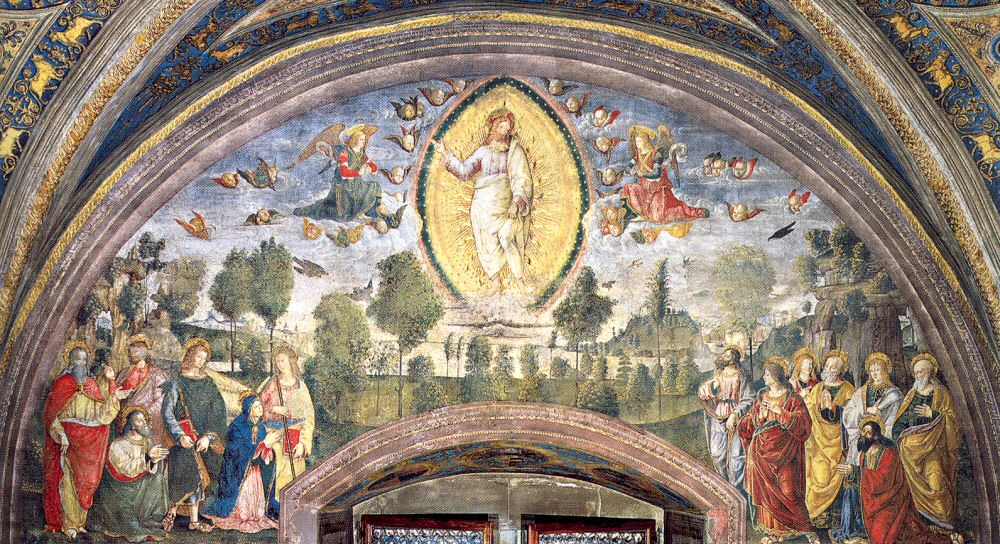
Ascension
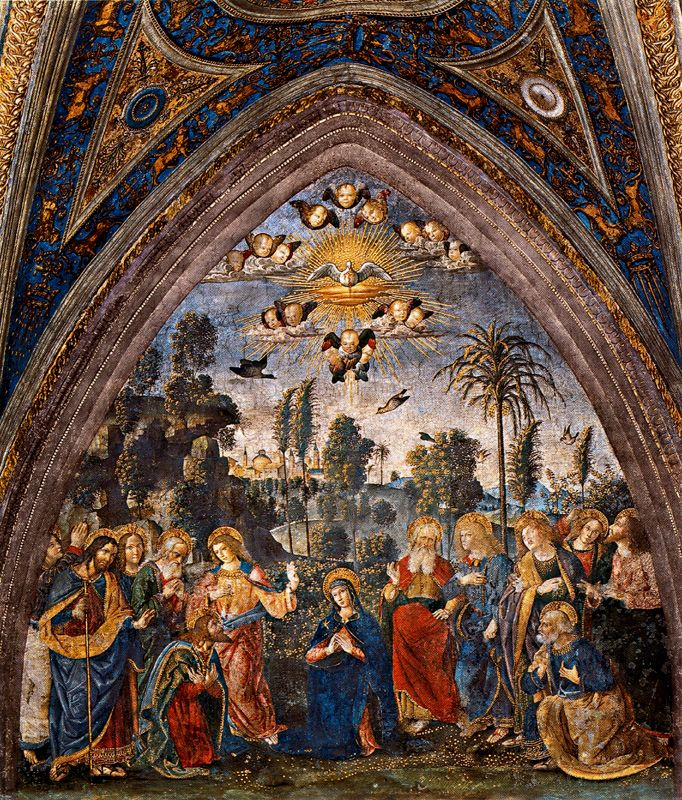
Pentecôte
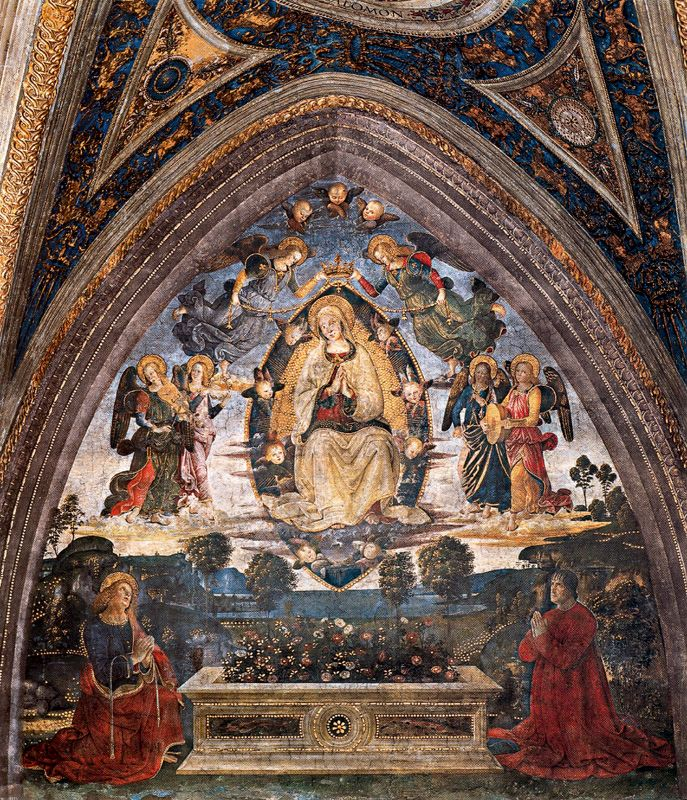
Ascension de Marie
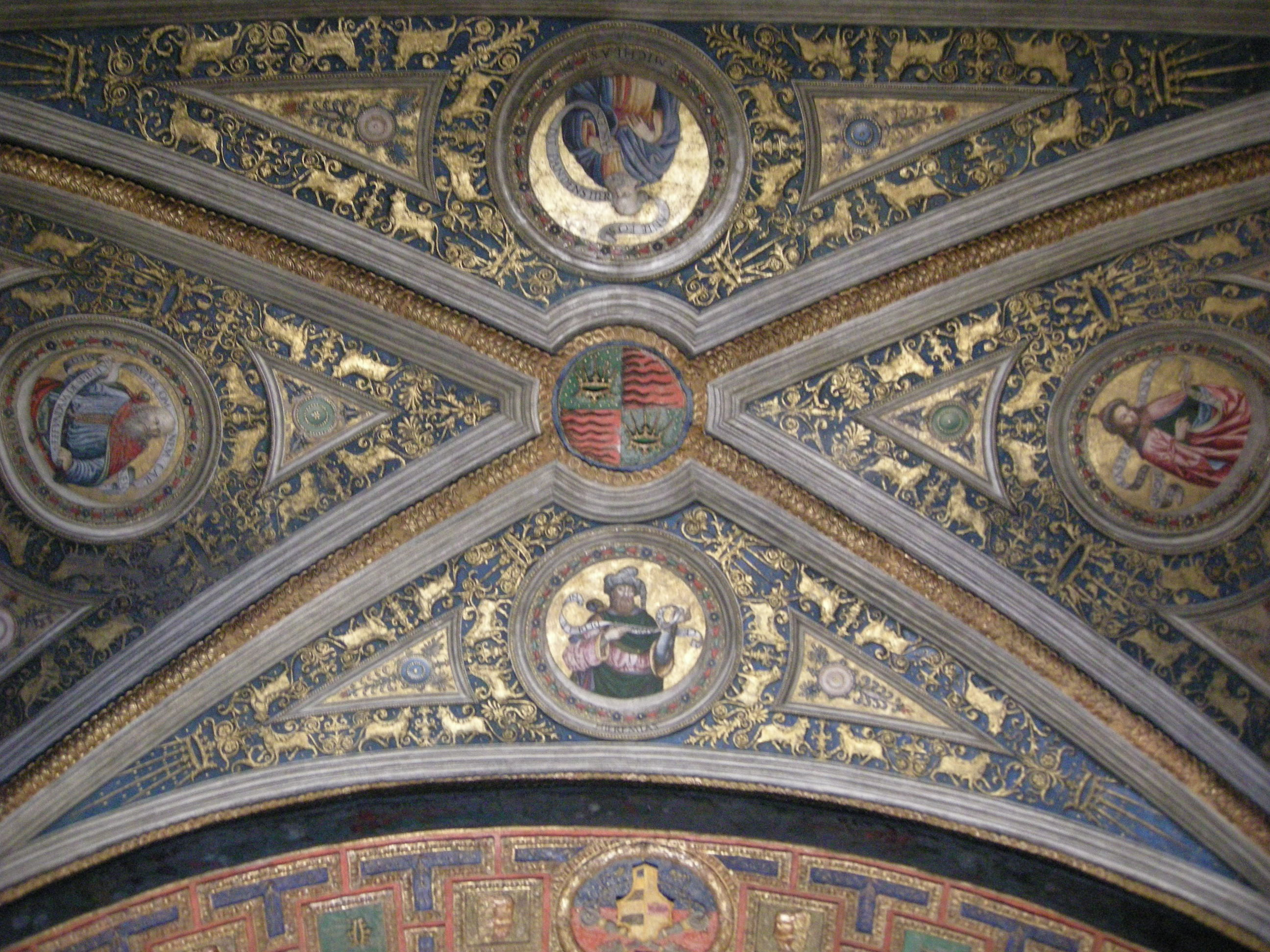
Plafond
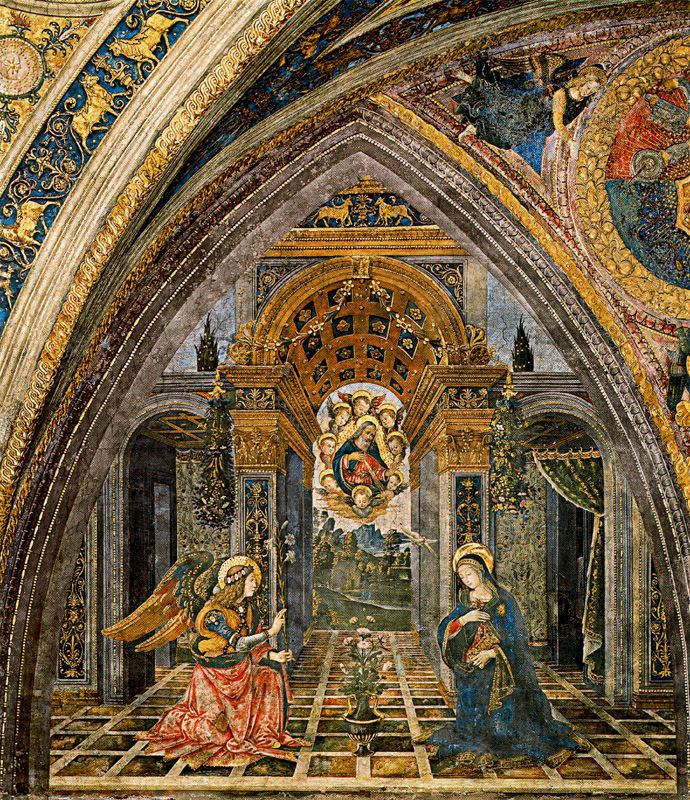
Annonciation

### Salle des Pontifes - L'accident du 29 juin 1500
La salle des Pontifes est la plus grande des appartements Borgia. À l'origine, le plafond de cette salle qui servait pour les audiences solennelles et les banquets était orné de portraits de papes, d'où le nom de la salle.
Un très violent orage, le 29 juin 1500, provoqua l'écroulement d'un pan de son plafond à poutres pendant que le pape Alexandre VI y siégeait, accident dont il réchappe miraculeusement. Le prélat Johann Burchard, cérémoniaire des offices pontificaux de 1484 à 1503, note dans son précieux journal, le Liber notarum : « Voyant le trône du Pape enseveli sous les décombres, et celui-ci ne répondant pas aux appels des assistants qui criaient "Saint-Père ! Saint-Père !", ils crièrent aux gardes qui se tenaient aux portes : "Le Pape est mort ! Le Pape est mort !", et le bruit se répandit immédiatement dans la Ville. » Dégageant les décombres, on trouva le pape assis, indemne, évanoui dans son siège. « "Ce qui sauva le Pape, c'est que la poutre au-dessus de lui, qui se brisa en deux par le milieu, était fixée aux bouts par des clous à l'extérieur du mur. Le tronçon qui était au-dessus du Pape fut retenu par ces clous et, en tombant, forma un angle incliné qui le protégea, tout en entraînant des décombres qui s'effondrèrent tout autour au milieu de la salle, et non sur la tête du Pape. »
Le nouveau plafond, immédiatement refait mais désormais sans poutres, a été plus tard peint, après 1513, par Perin del Vaga et Giovanni da Udine sur commande du pape Léon X. La tiare papale, portée par des anges tourbillonnant et sonnant de longues trompes dorées, occupe le centre. Tout autour figurent, entre autres, les douze signes du zodiaque, des constellations et les sept planètes connues à l’époque, ainsi que des grotesques d'une extraordinaire finesse. Les lunettes sous le plafond, aujourd'hui vides et avec un revêtement grisé, ont jadis comporté des portraits des papes Étienne II, Adrien Ier, Léon III, Serge II, Léon IV, Urbain II, Nicolas III, Grégoire XI, Boniface IX et Martin V, peints, pour certains d'entre eux, par Giotto, selon Vasari. Ces portraits ont sans doute disparu à la suite de l'effondrement du plafond, le 29 juin 1500, mais les inscriptions latines, au-dessus des lunettes, correspondant à chacun de ces pontifes, sont aujourd'hui toujours en place et bien conservées.

La salle des Pontifes
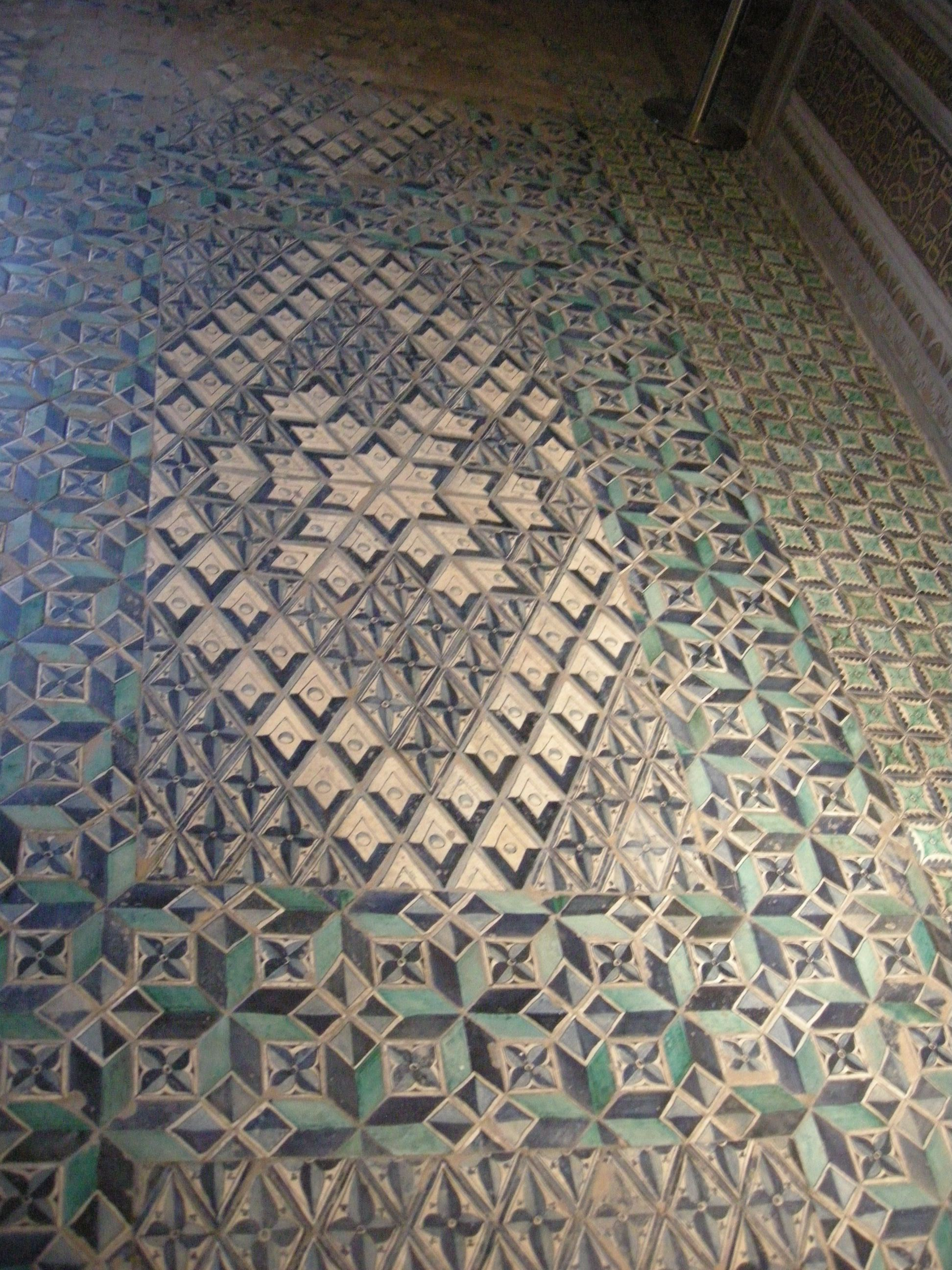
Pavement de mosaïques à l'espagnole
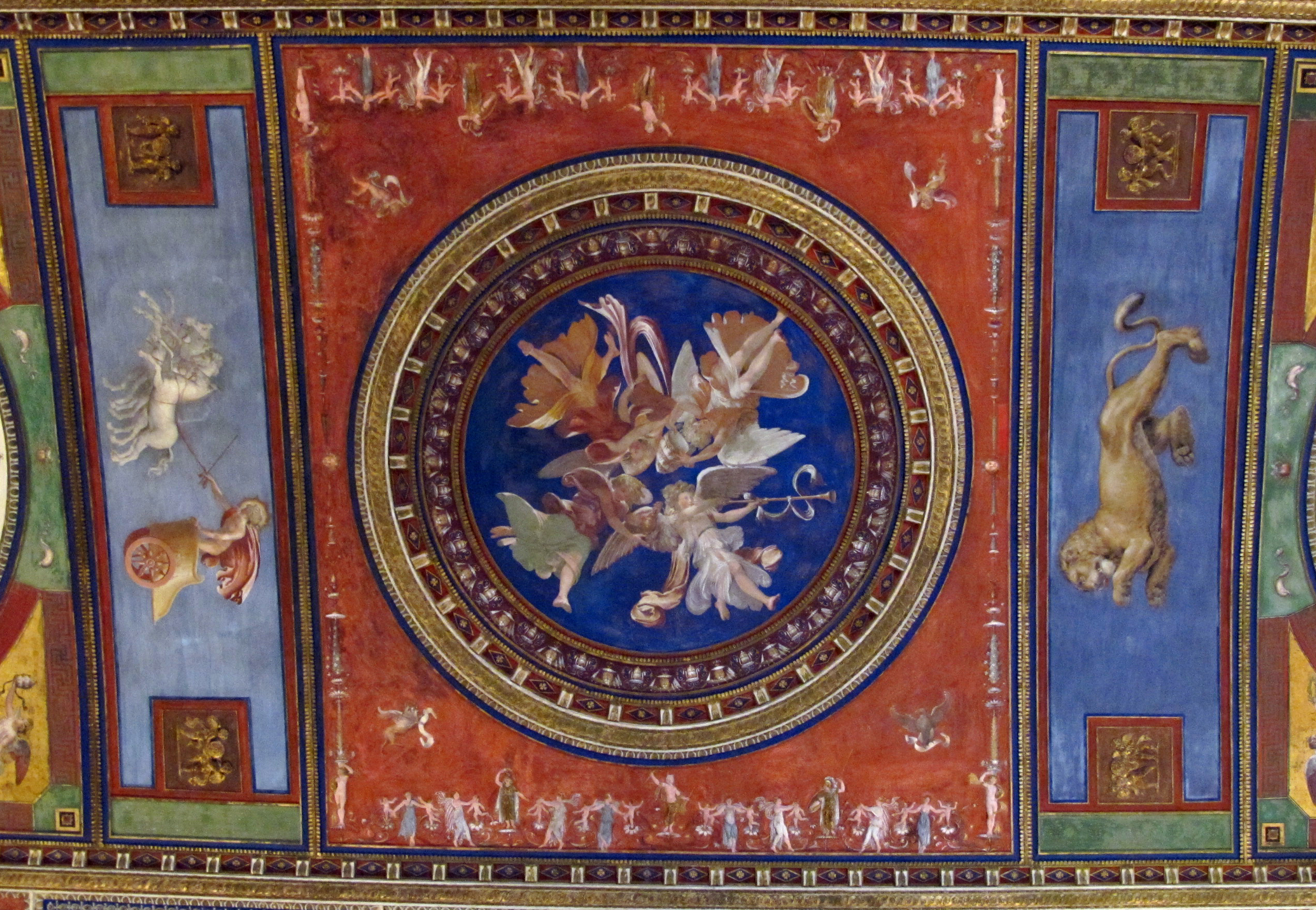
Voûte de la salle des Pontifes

## Source
- (it) Cet article est partiellement ou en totalité issu de l’article de Wikipédia en italien intitulé « Appartamento Borgia » (voir la liste des auteurs).